# ريتشارد بلاكمور
ريتشارد بلاكمور (بالإنجليزية: Richard Blackmore)‏ هو لاعب كرة قدم أمريكية أمريكي، ولد في 14 أغسطس 1956 في فيكسبيرغ في الولايات المتحدة.

## وصلات خارجية
- ريتشارد بلاكمور على موقع مرجع كرة القدم المحترفة.كوم (الإنجليزية)